# やっちゃった!!
「やっちゃった!!」は、舞祭組の3枚目シングル。2015年3月8日にavex traxから発売。プロデューサーは中居正広が担当。

## 概要
冒頭部分は、2枚目のシングルである「てぃーてぃーてぃーてれって てれてぃてぃてぃ 〜だれのケツ〜」の一部分が挿入されている。
前作と同じく本作は日曜日の発売であるが、次作で舞祭組が作詞・作曲したシングル「道しるべ 」は、水曜日に発売されている。

## チャート成績
2015年3月7日付のオリコンシングルデイリーチャートでは、推定売上約4.7万枚を記録し1位を獲得したものの、ウィークリーチャートではAKB48の「Green Flash」(1位)とEXILEの「情熱の花」(2位)に負け、3位となった。
前作に引き続き、ウィークリーチャートで1位になれなかったため、プロデューサーの中居から2015年5月4日放送の『キスマイBUSAIKU!?』内で2回目の罰ゲームを下し、本作では舞祭組（千賀健永・宮田俊哉・横尾渉・二階堂高嗣）の4人に加え、同じKis-My-Ft2のメンバーである北山宏光も加えた5人で、スカイダイビングを行った。

## 収録曲

### CD

#### 通常盤・初回生産限定盤A/B
1. やっちゃった!! [3:42]
作詞・作曲・編曲：なかいさん・宮下工務店
  - 舞祭組出演 興和「キャベシリーズ」CMソング

今曲は、舞祭組初のタイアップ曲となる。
2. てぃーてぃーてぃーてれって てれてぃてぃてぃ 〜だれのケツ〜（ユーロビートバージョン）[3:44]
作詞・作曲：なかいさん・宮下工務店、編曲：河合英嗣
  - 2ndシングルのユーロビートバージョン

通常盤のみ収録。
3. やっちゃった!!（カラオケ）

#### キスマイSHOP盤
1. やっちゃった!!
2. やっちゃった!!（ユーロビートバージョン）
  - 表題曲のユーロビートバージョン
3. やっちゃった!!（カラオケ）

### DVD

#### 初回生産限定盤A
1. やっちゃった!! MUSIC VIDEO
2. やっちゃった!! MUSIC VIDEO メイキングドキュメント

#### 初回生産限定盤B
1. やっちゃった!! マルチアングル映像
2. やっちゃった!! レコーディング密着+トーク企画（仮）